# 紅線三菱波魚
紅線三菱波魚（学名：Trigonopoma pauciperforatum）為輻鰭魚綱鯉形目鿕科的其中一個種。

## 分布
本魚分布於泰國、柬埔寨、馬來西亞、新加坡、印尼、汶萊的溪流。

## 特徵
本魚本魚體延長且側扁，頭短小且尖突，鰓蓋呈三角形，側線不完全，背鰭的高度大於體高，尾鰭深差形，為深綠色，在一條明顯的紅色條紋下面逐漸褪成銀白色。紅色條紋從吻部起經過眼睛上方延伸到尾柄後緣，紅色條紋下面有一條藍黑色細條紋，使紅色條紋更明顯。雄魚的腹部較平，而雌魚的體形偏圓，包括內臟器官的囊清晰可見，魚鰭透明，體長可達7公分。

## 生態
本魚棲息於森林密佈溪流中，偏愛軟的酸性水值，屬雜食性，以浮游動物與昆蟲為食。

## 經濟利用
為觀賞性魚類，生性好動，喜歡水草茂密，有足夠空間可供群游的水族箱。